# Ein Kaktus ist kein Lutschbonbon
Ein Kaktus ist kein Lutschbonbon ist eine deutsche Erotikkomödie von Rolf Olsen aus dem Jahr 1981. Ein Alternativtitel des Films lautet Als die Tiroler noch Schwänze hatten.

## Handlung
Axel Adam verdient sich sein Geld als Comiczeichner für das Erwachsenenmagazin Play-Me. Regelmäßig erscheint darin sein Comic Als die Bayern noch Schwänze hatten, der nun jedoch abgesetzt werden soll. Axel ist empört. Bei seiner Vorbereitung für den nächsten Comic, bei dem ihm sein Freund Bruno als verkleideter Höhlenmensch Modell steht, vergisst er den Werbeauftrag eines Reisebüros, für das er Poster anfertigen sollte. Die blonde Reisebüroangestellte Gaby Frey sucht Axel auf, um die Entwürfe für die Poster abzuholen. Er vertröstet sie auf den nächsten Morgen. Gaby hat an dem Morgen für ihren Chef einen Lottogewinn von 6500 DM abgeholt und das Geld in einem Umschlag bei sich. Axel überredet sie, kurz an einer Werbeaktion teilzunehmen, die verhindern soll, dass die Comicserie eingestellt wird. Gaby platziert ein Exemplar von Play-Me in einer öffentlichen Telefonzelle und Axel fotografiert die Reaktionen der Leute, die die Telefonzelle betreten. Nach einem jungen Mann und einer Frau, die die Lektüre sichtlich anregt, betritt Pfarrer Strauss die Telefonzelle und steckt das Magazin kurzerhand ein. Gaby folgt ihm heimlich, bis er in einem Bus gen Bad Tölz verschwindet. Kurze Zeit später bemerkt sie, dass sie den Umschlag mit dem Geld verloren hat. Sie glaubt, dass er zwischen die Seiten des Magazins gerutscht ist. Mit Axel macht sie sich auf den Weg, um den Pfarrer und damit das Magazin wiederzufinden.
Der Pfarrer Strauss wird bei der Lektüre des Magazins durch Biologielehrerin Louisa Hopf gestört und versteckt die Zeitschrift in einer offen stehenden Tasche, die jedoch Frau Hoft gehört. Diese verunglückt mit ihrem Fahrrad, das Magazin rutscht aus der Tasche und wird von einer pubertären Schülerin von Frau Hopf mitgenommen. In der Klasse sorgt das Magazin bald für Ausschweifungen, Kondome werden zu Luftballons umfunktioniert und die junge Heide sieht sich plötzlich von einem Mitschüler verfolgt. Zu Hause wirft sie das Heft aus dem Fenster, wo es Türke Achmed fängt, der daraufhin prompt Schwierigkeiten mit seiner Potenz und seiner Ehefrau erhält. Am Ende kommt es zum Streik der Gastarbeiterfrauen, die den moralischen Verfall im bayrischen Dorf beklagen und durch ihre Arbeitsverweigerung die gesamte Infrastruktur lahmlegen. Um den Grund für den Streik zu erfahren, begeben sich der Bürgermeister und die sittenstrenge Louisa Hopf ins Gastarbeiterviertel des Dorfs und kehren mit der Ursache allen Streits, der Ausgabe von Play-Me, zurück. Frau Hopf will das Heft an den Pfarrer weitergeben, der sich des Streiks annehmen soll. Pfarrer Strauss, der Axel und Gaby bereits gesagt hat, dass er das Heft nicht mehr hat, aber auch kein Umschlag darin war, findet in seinem Zimmer plötzlich Frau Hopfs Tasche wieder, in die er das Heft gesteckt hatte. Wie auf wundersame Weise ist in der Tasche das Heft, das Strauss an sich nimmt. Gottes Stimme selbst weist ihn an, das Heft endlich wieder dahin zurückzubringen, wo er es entwendet hat. Strauss leistet dem Folge und findet in der Telefonzelle Gabys Geldumschlag, der zwischen die Telefonbücher gerutscht war. Gaby erhält nun ihr Geld zurück und hat in Axel, der sie auf ihrer Suche begleitet und ihr dabei sogar vor Bankräubern das Leben gerettet hat, zudem einen Liebhaber gefunden. Für Axel wiederum gibt es ein doppeltes Happy End: Bruno teilt ihm nach seiner Rückkehr nach München mit, dass der Comic nicht eingestellt wird.

## Produktion
Ein Kaktus ist kein Lutschbonbon wurde unter anderem in München gedreht. Die Kostüme schuf Ferdinand Zimmermann, das Szenenbild stammt von Ingo Tögel. Der Film kam am 30. Januar 1981 in die deutschen Kinos. Der Film ist sowohl auf Video als auch auf DVD erschienen.
Jürgen Drews singt im Film das Lied Wir werden uns wiedersehen.

## Kritik
Für den film-dienst war Ein Kaktus ist kein Lutschbonbon „dümmlicher, mit Vorurteilen gespickter Sexklamauk.“ Der Spiegel nannte den Film „Schrott“.